# Орлова, Василина Александровна
Васили́на Алекса́ндровна Орло́ва (род. 11 октября 1979, пос. Дунай Приморского края) — российский поэт, прозаик, публицист, антрополог.

## Биография
Родилась в семье офицера ВМФ.. С пяти лет жила в Москве. В Москве закончила школу. В шестнадцать лет поступила на философский факультет МГУ. В 1997 году составила первую книгу стихов «Однова живем».
В 2003 году окончила философский факультет МГУ им. Ломоносова (специализация — немецкая классическая философия). 
Работала в молодёжном отделе газеты «Российский избиратель», корреспондентом на телевидении (РТР), пресс-секретарём в международной общественной организации, в отделе информации и пропаганды жилищно-строительного кооператива, редактором сайта «Православие.ру», обозревателем по вопросам религии газеты «Московские новости».
В 2013 году защитила диссертацию «Метафизика свободы в немецкой классической философии» на соискание учёной степени кандидата философских наук (научный руководитель Васильев Вадим Валерьевич).
В 2018 году издала книгу «Антропологии повседневности», в основу которой положены интервью жителей Приангарья в районе строительства Братской ГЭС. Уехала в США работать над кандидатской диссертацией по антропологии в Техасском университете в Остине.

### Семья
Сын Всеволод (родился в 2009 году от экономиста Глеба Домненко).

## Творчество
Первая книга стихов «Однова живем» вышла в 1997 году, дебют в прозе состоялся в 2001 в журнале «Дружба Народов» (повесть «Голос тонкой тишины», журнальный вариант будущего романа «Зимний солнцеворот»). В 2003 г. в журнале «Москва» вышла повесть «Бульдозер».
Книга прозы «Вчера» (2003) удостоена диплома премии «Хрустальная роза» Виктора Розова (2004). За ней последовали сентиментальный роман «Стать женщиной не позднее понедельника» (2005), сборник прозы «В оправдание воды» (2005), роман «Пустыня» (2006). Избранная проза (повесть «Бульдозер» и рассказы) переводилась на болгарский язык.
Выступает также как публицист, преимущественно по темам, связанным с литературным процессом и религиозной жизнью в России. Публикуется в периодических литературных журналах («Новый мир», «Октябрь», «День и ночь» и др.), газетах («Литературная газета», «Московские новости», «Литературная Россия», «Независимая газета» и др.), альманахах и сборниках, а также в сетевых изданиях (на сайтах «Топос», «Пролог», «Православие.ru» и др.). Член Союза писателей России.
Участник поэтического объединения «Теплотрасса».
Автор и исполнитель песен, выступала с группой «Василина» (вокал).
С 2012 пишет на английском. Стихи и проза переводилась на английский, французский, испанский, болгарский, украинский, русский языки.

## Политические взгляды
В августе 2023 года так писала: «Последние полтора года весь мир заново открывает для себя явления колониализма и империализма. Они легли в основу полномасштабной российско-украинской войны. Её нельзя назвать „войной Путина“, ведь в ней заняты сотни тысяч людей: солдат, чиновников, пропагандистов, работников судов, школ и оккупационных администраций. Я уверена, что эта война не была бы возможна без имперского сознания россиян, которые смотрят на мир через призму былого или грядущего величия родной империи <…> Страна, которая сегодня лидирует в мире по деколониальной критике России, не из своего желания, а будучи поставленной в такое положение, — Украина. Для многих украинцев в один день стало ясно то, что для многих россиян всё ещё остаётся загадкой: что Советский Союз был колониальным проектом, что российский колониализм и империализм действительно существуют. И им можно сопротивляться».

## Книги
- Однова живём. Стихи. — М.: Стольный град, 1997.
- Вчера. Повесть, рассказы. — М.: Грейта, 2003.
- Стать женщиной не позднее понедельника. Несентиментальный любовный роман. — М.: АСТ, 2005.
- В оправдание воды. Повесть, рассказы, серия миниатюр. — М.: Союз писателей России, 2005.
- Пустыня. Роман. — М.: Зебра Е, 2006.
- Шипката. (Шиповник.) / Пер. на болгарский яз. В. Корнилева, С. Николовой. — София: Изд-во Софийского университета Св. Климента Охридского, 2006.
- Босиком. Стихи. — Владивосток, 2008.
- Квартет. — М., 2009.
- Contemporary Bestiary. Стихи. — Остин, 2014.
- Мифическая география. Стихи. — М., 2016.
- Holy Robots. Стихи. — Остин, 2017.
- Лондонский дневник. — М.: Издательство Романа Сенчина, 2017.
- Антропология повседневности. — М., 2018.